# Элий Фест Афтоний
Элий Фест Афто́ний (лат. Aelius Festus Aphthonius) — римский грамматик и ритор III или IV века. Возможно, африканского происхождения. Автор четырёхтомного трактата о грамматике, впервые опубликованного в антологии Кейля (GLK).
В средневековых рукописях трактат Афтония о грамматике носит заглавие «Искусство грамматики Мария Викторина» (Ars grammatica Marii Victorini), но эксплицит последнего тома указывает на Афтония (GLK 6, p.173). В издании Кейля (ib., pp.3-173) начало первой книги (до слов «…ac per sonum geminantis imitatur», p.31, l.16) принадлежит Марию Викторину, остальной текст (инципит трактата — «Quibus primae potestatis») — Афтонию. Таким образом, начало грамматики Афтония утрачено; считается, что она (традиционно, как в грамматике Гефестиона) начиналась с учения о слогах.
Дальнейшие темы учения о метрике распределяются по книгам так:
- I. Слоги, стопы, общие и предварительные понятия.
- II. Описание десяти метров-прототипов.
- III. Деривация и распределение метров по двум метрическим родам (дактилическому и ямбическому).
- IV. Смешанные размеры.